# Gilette
Gilette é uma comuna francesa na região administrativa da Provença-Alpes-Costa Azul, no departamento Alpes Marítimos. Estende-se por uma área de 10,18 km², com 1254 habitantes, segundo os censos de 1999, com uma densidade de 123 hab/km².